# Şivan Perwer

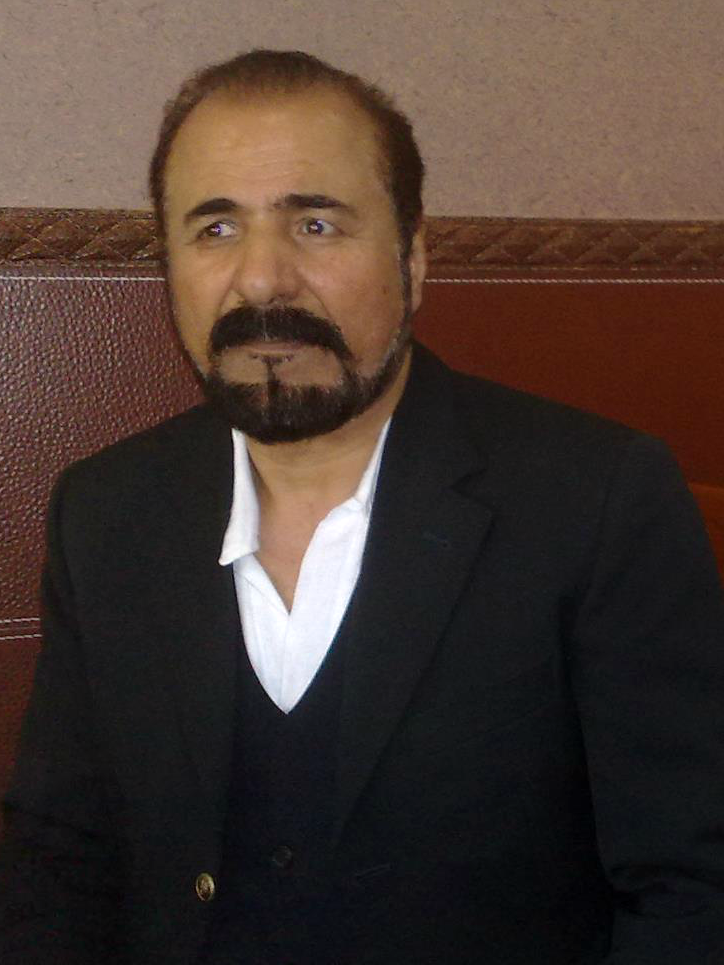
Şivan Perwer

Şivan Perwer (bürgerlich Ismail Aygün; * 23. Dezember 1955 im Dorf Sori bei Viranşehir in der Provinz Şanlıurfa) ist ein bedeutender kurdischer Sänger, der heute in Deutschland lebt. In seinen Liedern besingt er als moderner dengbêj (Barde) die Landschaft Kurdistans, historische Themen und Traditionen ebenso wie das Schicksal der Kurden in der Türkei, dem Irak, Syrien und Iran.

## Leben und Karriere
Perwers Eltern stammen aus dem Dorf Altıntaş im Bezirk Midyat in der Provinz Mardin und zogen vor der Geburt des Sohnes nach Viranşehir um. Perwer studierte Mathematik. Seine ersten künstlerischen Erfolge hatte er Anfang der 1970er Jahre. Diese Zeit war begleitet von der Bedrohung durch Organe des türkischen Staates und der Herrschaft des Militärs. In diese Zeit fallen seine ersten öffentlichen Konzerte, wo er bereits vor 30.000 Menschen sang. Obwohl es verboten war, sang er auf seinen Konzerten auf Kurdisch, weswegen er auch verhaftet wurde. Er versuchte vergebens, nach Schweden zu emigrieren. 1976 kam er nach Deutschland, wo er in Köln lebte und seine Frau Gülistan (* 1960 in Vangok bei Şanlıurfa) heiratete. Hier gibt er auch Konzerte. In Deutschland wurde ihr Sohn Serxwebun geboren. 1983 beantragte er erneut Asyl in Schweden, da die deutschen Behörden seiner Frau keine Aufenthaltserlaubnis gaben. Bis 1991 hatte er etwa 25 Musikkassetten aufgenommen. Das Paar trennte sich 2002.
Perwer arbeitete oft mit deutschsprachigen kurdischen Rappern wie Azad, Bero Bass und Xatar. In Österreich wurde Perwer durch die Zusammenarbeit mit Willi Resetarits bekannt. Gülistan Perwer ist ebenfalls als Sängerin bekannt. Perwer verarbeitete in seinen Liedern nicht nur traditionelle Motive, sondern sang auch über politische Themen wie Sozialismus, Kommunismus, Bürgerkrieg etc. Mit seinen politischen Statements geriet er auch in Konflikt mit kurdischen Organisationen und Parteien. So kritisierte er in dem Song Me Çi Kir von 1991, dass kurdische Parteien wie z. B. die PKK zwar gegen die Türkei kämpften, aber mit Damaskus kollaborierten, obwohl auch Syrien seine eigenen Kurden unterdrücke. Die PKK boykottierte ihn daraufhin. Das Verhältnis von Perwer zur PKK war über die Jahre angespannt. Einige Zeit wirkte Perwer im kurdischen Nordirak, wo er gute Beziehungen zur kurdischen Autonomieregierung hat.
Am 16. November 2013 kehrte Perwer nach Jahrzehnten im Exil in die Türkei zurück. Für eine gesellschaftlich-politische Veranstaltung lud die türkische AKP-Regierung den irakischen Kurdenführer Masud Barzani, den Sänger İbrahim Tatlıses und Perwer nach Diyarbakır ein. Perwer wurde für diesen Schritt von einigen Seiten zwar kritisiert, doch blieben Proteste gegen ihn aus. Die AKP-Regierung führt eine Neuorientierung in der staatlichen Kurdenpolitik durch.
Seit sich Şivan Perwer positiv über die Reformen der Regierung geäußert und sich mit dem stellvertretenden Ministerpräsidenten Bülent Arınç getroffen hat, erhielt er Morddrohungen der PKK, die ihn als Verräter bezeichnet. Auch die Freiheitsfalken Kurdistans (TAK) drohten Perwer. In einer Online-Erklärung der TAK heißt es: „Wie auch immer ihre Namen lauten (Perwer, Metiner, Kızılkaya), das kurdische Volk erkennt diese Schlangen nicht an und ist sich dessen mit all seinem Geschichtsverständnis bewusst, dass Verrat und Kollaboration nicht unbestraft bleiben darf. Solange das Gewissen des kurdischen Volkes nicht erleichtert wird, werden Verräter und Kollaborateure in ihren Betten nicht ruhig schlafen können.“

## Diskografie

### Alben
- 1975: Govenda Azadixwazan
- 1976: Hevalê Bar Giranim
- 1977: Herne Pêş
- 1978: Ey Ferat
- 1979: Kîne Em
- 1980: Hay Dil
- 1981: Gelê Min Rabe
- 1982: Agirî
- 1983: Bilbilo / Ferzê
- 1985: Dotmam
- 1986: Lê Dîlberê
- 1988: Helebçe
- 1991: Xewna Min / Qasimlo
- 1992: Zembîlfiroş
- 1995: Ya Star
- 1996: Oy Kurdistan Welatê min Kurdistan
- 1996: Nazê
- 1999: Heviya Te
- 2000: Roj û Heyv
- 2001: Sarê
- 2002: Helbestên bijartî yên 1/Kirîvê
- 2003: Helbestên bijartî yên 2/Klasîk
- 2004: Helbestên bijartî yên 3
- 2004: Min bêriya te kiriye
- 2005: Diwana Şivan Perwer
- 2011: Destana Rojava
- 2013: Şivanname/Gazınd

### EPs
- 2020: Çiyayê Kurda

### Singles (Auswahl)
- 1979: Kîne Em
- 1985: Xeydokê
- 1985: Gulîzer
- 1988: Helepçe
- 1988: Serhildan jiyan e
- 1988: Pêşmergên Me
- 1989: Xanima Min
- 1995: Delalê
- 1996: Hoy nazê / Nazliyê / Lê nazê
- 1996: Kanî
- 1996: Leyla
- 1999: Dayik
- 2000: Ez xelef’ im
- 2006: Stadtfalke (mit Azad)
- 2021: Welatê min (mit Zara)

## Biographie
- Abdullah İncekan: Şivan Perwer - Efsaneya Zindî. Istanbul 2012